# IRIS-T
Die IRIS-T (Infra Red Imaging System Tail/Thrust Vector-Controlled) ist ein Luft-Luft-Lenkflugkörper mit Infrarotsuchkopf für den Nah- und Nächstbereich. Er wurde von Deutschland zusammen mit fünf weiteren Staaten entwickelt, federführend bei der Entwicklung war Diehl BGT Defence. Die IRIS-T wird ab 2005 von der deutschen Luftwaffe eingesetzt; es wurden später mit der IRIS-T SLM bodengestützte Varianten entwickelt, die insbesondere im Ukraine-Krieg ab 2022 erfolgreich eingesetzt werden. 

## Geschichte
Im Zuge der Wiedervereinigung kam die Bundesrepublik in den Besitz der MiG-29A der Luftstreitkräfte der Nationalen Volksarmee samt Flugkörpern des Typs R-73. Dabei stellte sich heraus, dass die R-73 wesentlich leistungsfähiger war, als bislang im Westen angenommen wurde. Ihrem damaligen westlichen Gegenstück, der AIM-9L/M, war sie in sämtlichen Parametern weit überlegen. Besonders herausstechend war die große Reichweite und Manövrierfähigkeit sowie die Fähigkeit, auch Ziele bis zu 45° abseits der Flugachse (engl. off-boresight) zu erfassen und zu bekämpfen.
Daraufhin gab das Bundesministerium der Verteidigung Anfang der 1990er-Jahre der IABG den Auftrag zu untersuchen, wie hoch bei einer immer dichteren Luftraumüberwachung (beispielsweise durch AWACS), leistungsfähigeren Radarsensoren und weitreichenden Lenkflugkörpern das Risiko ist, dass sich zwei gegnerische Flugzeuge bis auf Sichtentfernung nähern. Durch umfangreiche Simulationen wurde eine hohe Wahrscheinlichkeit festgestellt: Infolge zunehmender Tarnung moderner Flugzeugtypen, unklarer Luftlagen mit zahlreichen beteiligten Flugzeugen unterschiedlicher Baumuster verschiedenster Nationen sowie beschränkter Möglichkeiten zur Identifizierung hat der Pilot oft keine andere Wahl, als bis auf Sichtentfernung an das erkannte, aber nicht einwandfrei identifizierte Flugzeug heranzufliegen. Dies stand im starken Kontrast zur Entwicklung der AIM-132 ASRAAM, bei der eine deutliche Erhöhung der Abschussdistanz (Terminus: F-Pole) das Hauptentwicklungsziel war. Gegnerische Flugzeuge sollen so bereits im Anflug (engl. pre-merge) zerstört werden, bevor es zu einem Kurvenkampf (Dogfight) kommt. Da das Einsatzkonzept der ASRAAM für nicht mehr zeitgemäß gehalten wurde, trat Deutschland bereits im Juli 1989 aus dem Projekt aus.
Im April 1996 unterzeichnete Bodenseewerk Gerätetechnik (BGT) ein Memorandum of Understanding (MoU) mit den Partnerländern, nachdem die Gespräche mit Italien, Schweden, Griechenland, Kanada und Norwegen abgeschlossen waren. Der für Eurofighter und Tornado angedachte neue Flugkörper sollte die AIM-9 Sidewinder ersetzen. Die beteiligten Firmen waren damals noch unbekannt, aber es wurde auf AlliedSignal Aerospace Canada für die Aktuatoren und Raufoss für den Raketenmotor spekuliert. Im zweiten Halbjahr 1996 sollte der Vertrag unterzeichnet werden, wobei Deutschland etwa 50 % der Entwicklungskosten (26,5 Mio. DM) tragen sollte. Die Entwicklung sollte 1997 und die Serienproduktion 2002 beginnen. Diehl schloss damals bereits die Windkanaltests mit der Flugkörperkonfiguration ab. Die Abmessungen entsprachen denen der Sidewinder, die Flügel und Leitwerke entsprachen schon der späteren Produktionsversion. Nur das Heck des Flugkörpers war verdickt, um Aktuatoren für die Ruder und die Schubvektorsteuerung aufnehmen zu können, was allerdings den Luftwiderstand erhöhte.
Nachdem im August 1996 die Projektdefinitionsphase begonnen hatte, konnten im Oktober bereits die ersten beiden Testschüsse mit einem IRIS-T-Sucher abgegeben werden. Diese wurden dazu mit ihrem Navigationssystem an AIM-9-Sidewinder-Flugkörper montiert und von F-4 der Luftwaffe gestartet. Bei den Tests mit hohen Schielwinkeln wurden beide Ziele direkt getroffen. Dazu wurden Dornier-SK6-Schleppziele frontal auf 5 km, mit einem Schielwinkel von bis zu 50° beim Start, beschossen. Das MoU zwischen den Partnern sollte nun im August 1997 unterzeichnet werden. Im April 1997 war die Definitionsphase beendet. AlliedSignal Canada gelang es dabei, den Heckbereich der Lenkwaffe auf den Durchschnittsdurchmesser zu reduzieren, sodass die Verdickung am Heck wegfallen konnte. Ferner wurden die Flügelvorderkanten stärker gepfeilt. Im Oktober 1997 begannen die niederländischen Luftstreitkräfte Testflüge mit einer IRIS-T und Helmvisier, wofür Lockheed Martin die Software der F-16 zum Teil umschreiben musste. Für November wurde die parlamentarische Zustimmung in Deutschland und bei den Partnerländern erhofft. Anfang Dezember 1997 gab der Bundestag grünes Licht für die IRIS-T als Ersatz für die AIM-9L. Deutschland spielte nun mit 46 % Projektanteil die Schlüsselrolle und trug 500 Mio. DM bei. Italien (20 %), Schweden (18 %), Griechenland (8 %), Kanada (4 %) und Norwegen (3 %) beteiligten sich entsprechend. Der Entwicklungsstart war für 1998 vorgesehen, mit Auslieferungen ab 2003. Der Flugkörper sollte mit der Sidewinder kompatibel sein, bei gleichen Abmessungen die Startschienen nutzen können und mit einer analogen Schnittstelle als Ergänzung zur digitalen ausgerüstet werden.
Mitte 2000 begann BGT die Arbeit an einer bodengestützten Flugabwehrrakete auf Basis der IRIS-T. Der Lenkflugkörper Neue Generation (LFK-NG) wurde vom Bundesamt für Wehrtechnik und Beschaffung finanziert, nach internationalen Partnern wurde Ausschau gehalten. Der Flugkörper wurde auch für das Flugabwehrsystem Wiesel 2 Ozelot entwickelt, könnte auch in andere Systeme wie den Kampfhubschrauber UHT Tiger implementiert werden und als CrewPADS eingesetzt werden. Testschüsse einer bodengestarteten IRIS-T wurden 2000 und 2002 auf dem Testgelände Salto di Quirra in Sardinien durchgeführt.
Vom 17. bis zum 23. Oktober 2000 wurden die ersten IRIS-T von einer griechischen F-16 abgefeuert. Getestet wurden Unterschall- und Überschallabgänge sowie Schüsse bei hohen Querbeschleunigungen. Vorherige Schüsse fanden nur mit sucherlosen Lenkflugkörpern statt. Da der Motor bei Testschüssen durch die schwedische Luftwaffe im Raketenversuchsgelände Vidsel im November 2000 nach kurzer Flugstrecke seine Schubvektorpaddel ausstieß, musste nachgebessert werden. Die Untersuchung stellte fest, dass sich die Auskleidung (liner) vom Raketenmotorgehäuse ablöste, was den Düsenhalsdurchmesser und damit das Schubprofil veränderte. Anfang 2001 wurde der Auftrag zur Integration der IRIS-T in den Eurofighter und die F-16 erteilt. Deutschland zahlte für die Integration in deutsche und italienische Eurofighter 61,4 Millionen € und Griechenland „mehrere Millionen Euro“ für die F-16-Familie. Im Juli 2001 waren die Testschüsse der IRIS-T zur Erprobung des fortschrittlichen Autopiloten beendet, der maximale Anstellwinkel und die maximale g-Last wurden erreicht.
Anfang 2002 wurden auf der Salto-di-Quirra-Testrange Testschüsse gegen Mirach-100/5-Drohnen durchgeführt. Dabei wurde frontal von einer F-4F geschossen, um das Abfangen von Zielen mit kleiner Signatur zu testen. Im April/Mai wurden Drohnen, die IR-Täuschkörper bei maximalen g-Manövern abwarfen, getroffen. Damit wurde auch gezeigt, dass die Modifikationen wegen des Schubpaddel-Versagens erfolgreich waren. Bei einer Neuverteilung der Anteile zum Jahreswechsel 2001/2002 stieg Kanada aus, dafür das Eurofighter-Land Spanien ein. Der Schlüssel war nun 46 % für Deutschland, 19 % für Italien, 18 % für Schweden, 13 % für Griechenland und 4 % zwischen Spanien und Norwegen. Im Februar 2003 beschloss Deutschland die Beschaffung, die anderen Partnerländer sollten im April unterzeichnen. Das Gesamtvolumen des Vertrages wurde mit 1 Mrd. Euro angegeben. Spanien plante nun, die IRIS-T auch in die F/A-18C zu integrieren.
Sieben IRIS-T-Schüsse im Oktober 2003 erzielten sieben direkte Treffer ohne Gefechtskopf auf Mirach-100/5-Drohnen. Anfang 2004 begannen die Schusstests mit Eurofighter DA7 (Development Aircraft 7). Die Nutzung am Eurofighter wurde für 2006 angestrebt. Anfang 2005 sollte mit den Partnerländern ein Vertrag über 4000 Flugkörper unterzeichnet werden. Insgesamt war eine Integration auf F-16, Gripen, Tornado und Eurofighter angestrebt. Deutschland bekannte sich zur Bestellung von 1250 Flugkörpern, Spanien zu 700. Nun wurde auch eine bodengestartete Variante mit vergrößertem Raketenmotor angedacht, welche in das MEADS integriert werden sollte. Im Dezember 2005 nahm die Luftwaffe am Flughafen Rostock-Laage den ersten Serienflugkörper entgegen und am 12. Juni 2007 feuerte eine Gripen im Raketenversuchsgelände Vidsel zum ersten Mal eine IRIS-T ab. Die IRIS-T galt Anfang der 2000er als eine der fortschrittlichsten Kurzstreckenraketen der Welt und ermöglicht es dem Eurofighter Typhoon, Luftziele rund um das Flugzeug zu bekämpfen, ohne sich in Abschussposition manövrieren zu müssen.

## Konzept

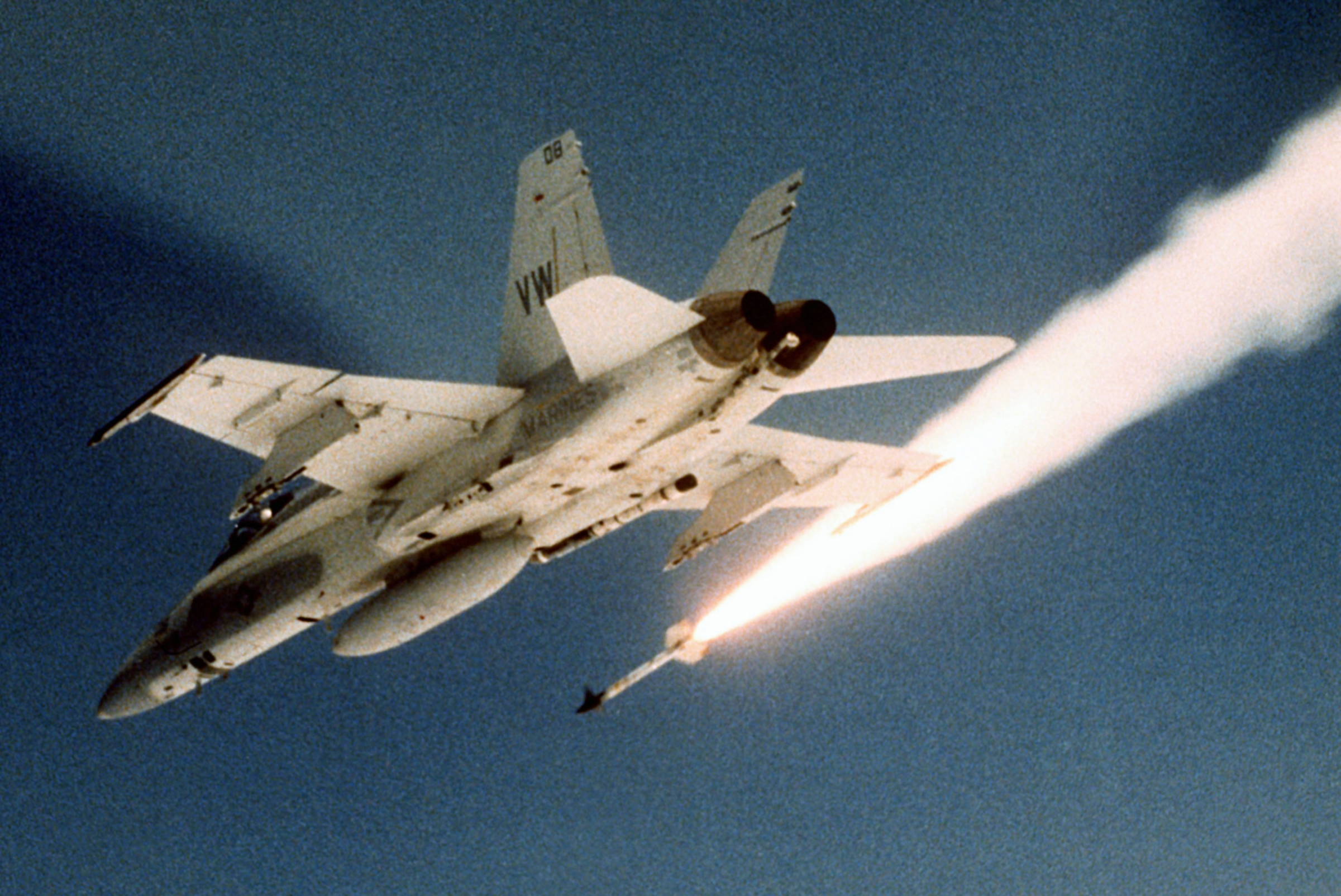
F-18A beim Start einer AIM-9L

Kurzstrecken-Luft-Luft-Flugkörper dienen zur Bekämpfung gegnerischer Kampfflugzeuge im Kurvenkampf. Während frühe Modelle Ziele nur von hinten erfassen konnten, änderte sich dies mit der Einführung der L-Version der Sidewinder (AIM-9L), die nun Ziele ausschalten konnte, die sich seitlich zum oder frontal auf den Suchkopf zubewegten (engl. all-aspect). Die Trefferquote stieg dadurch im Falklandkrieg auf 73 %, eine deutliche Verbesserung gegenüber den 15 % früherer Sidewinder-Versionen während des Vietnamkrieges. Die Kampfflugzeughersteller konterten dies mit dem Einsatz von IR-Täuschkörpern, wodurch die Trefferquote im Zweiten Golfkrieg wieder auf 23 % fiel. In modernen infrarotgelenkten Raketen, wie beispielsweise der AIM-9X, werden deshalb bildgebende Sucher verwendet, die Täuschkörper und Ziel unterscheiden können. Eine mögliche Abwehrmaßnahme ist die Installation von Blendlasern, um die Lenkwaffen vom Ziel abzulenken (Directed Infrared Counter Measures).
Eine Weiterentwicklung gab es auch beim Aufschaltbereich (Aufschalten: Einer selbst-lenkenden Rakete ein Ziel vorgeben; auch genannt Zielzuweisung.) Frühe Waffen konnten nur in einem schmalen Bereich vor dem Flugzeug Ziele erfassen und verfolgen. Mit Einführung der R-73 änderte sich dies: Der Pilot konnte mit seinem Helmvisier Ziele bis 45° abseits der Längsachse des Flugzeuges aufschalten. Bei modernen Waffen wie der Python-4 ist dieser Bereich auf 90° erhöht worden, somit können auch Ziele neben dem Flugzeug aufgeschaltet und verfolgt werden. Die neuesten Modelle, wie die Python-5, besitzen zusätzlich die Fähigkeit, Ziele erst nach dem Start aufzuschalten (engl. lock-on after launch). Damit können auch Gegner bekämpft werden, die mehr als 90° abseits liegen, wenn der Pilot über seine Schulter auf das Ziel sieht und abdrückt. Alternativ kann die Zielposition auch über das MIDS empfangen werden. Die Waffe wird das Ziel nach dem Wenden dann selbst aufschalten. Manchmal kommunizieren Startplattform und Lenkwaffe dabei über einen Datenlink, um bei einer Kopfbewegung des Piloten dem neuen Kurs folgen zu können, oder folgen nur dem letzten Bewegungsvektor des Zieles. Besonders wendige Flugkörper können dabei auch Ziele nahe und hinter dem eigenen Kampfflugzeug treffen, diese Fähigkeit wird als full sphere capability bezeichnet. Ein Novum beim Eurofighter ist die Zielzuweisung über die Raketenwarner (engl. missile approach warner), was die Übersichtlichkeit für den Piloten verbessert und tote Winkel reduziert.
Die Raketenwarner sind Teil des EuroDASS Praetorian und arbeiten mit aktivem Millimeterwellen-Radar. Zwei davon befinden sich in den vorderen Flügelwurzeln, ein weiterer am Heck der Maschine. Objekte innerhalb einer Sphäre um den Eurofighter, mit Ausnahme direkt darüber und darunter, können so lokalisiert und verfolgt werden. Der Pilot muss dadurch sein Flugzeug nicht mehr in Abschussposition manövrieren oder den Kopf bewegen, die Ziele werden per Spracheingabe ausgewählt und der Abzug gedrückt. Der Eurofighter kann somit stets dem optimalen Kurs folgen, um gegnerischen Lenkwaffen auszuweichen. Aufgrund des neuartigen Suchkopfes können mit der IRIS-T auch Luft-Luft- und Boden-Luft-Raketen bekämpft werden, um den Eurofighter als Hardkill-System zu verteidigen.

## Technik

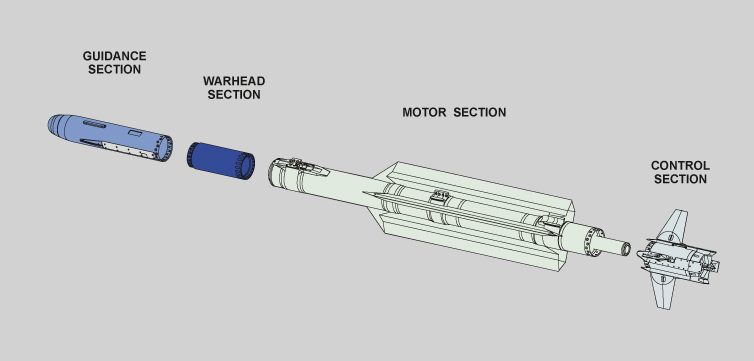
Schnitt der IRIS-T mit den vier Teilen

IRIS-T ist ein Fire-and-Forget-Flugkörper, der laut Bundesamt für Wehrtechnik und Beschaffung (BWB) über bessere Nahkampf-, Abfang- und Selbstverteidigungseigenschaften verfügt als jedes andere 2001 zur Verfügung stehende Lenkflugkörper-System kurzer Reichweite. Im Gegensatz zur AIM-132 ASRAAM, welche für F-Pole-Schüsse (Crank) optimiert wurde, ist die IRIS-T für Schüsse im Furball ausgelegt. Die Zielzuweisung kann im Eurofighter mittels EuroRADAR CAPTOR, EuroFIRST PIRATE, Striker-Helmvisier oder AMIDS-Raketenwarner erfolgen, in der hinteren Hemisphäre nur über die Raketenwarner. Die IRIS-T ist für die Erzielung von Direkttreffern ausgelegt. Um bei Sekundärzielen wie schnellen, schwer auffassbaren Flugkörpern eine hohe Vernichtungswahrscheinlichkeit zu erzielen, ist der Flugkörper zusätzlich mit einem aktiven Radar-Annäherungssensor ausgerüstet. Die modular aufgebaute IRIS-T besteht aus den Hauptbaugruppen Suchkopf mit Lenkeinheit, Radar-Annäherungssensor, Sicherungs- und Schärfeinrichtung, dem Gefechtskopf, dem Feststofftriebwerk und der Steuereinheit. Der Flugkörper ist etwa 3 m lang, hat einen Durchmesser von 127 mm und wiegt rund 90 kg. Die mechanische und elektrische Schnittstelle ist kompatibel zur Sidewinder. Die Waffe besitzt dabei aus Gründen der Abwärtskompatibilität nicht nur eine Digital-, sondern auch eine Analogschnittstelle zum Flugzeug.
Ungewöhnlich ist der Sucher: Moderne IR-gelenkte Waffen, wie die AIM-9X oder ASRAAM, setzen Focal Plane Arrays (FPA) ein, um Ziele durch abbildendes Infrarot zu identifizieren. Der 128×128-Pixel-Detektor fixiert dabei stets das Objekt, was ihn anfällig für in Entwicklung befindliche Blendlaser macht. In der IRIS-T wurde hingegen ein FPA mit einer mechanischen Abtastung kombiniert. Dabei wird mit einem Spiegel mechanisch das Sichtfeld des Suchers abgefahren, so dass nur ein kleiner Bildausschnitt für den Detektor sichtbar ist. Trotz dieser Bauweise konnten ein Schielwinkelbereich von ±90° und eine hohe Nachführrate des Suchers erzielt werden. Die IRIS-T verwendet dazu ein lineares Zweifarben-Array mit 128 × 2 Bildpunkten, welches eine Winkelauflösung im Milliradiant-Bereich besitzt, und das Sichtfeld 80 Mal pro Sekunde abfährt, um ein Bild mit 128 × 128 Pixeln aufzubauen. Eine intelligente Bildverarbeitung erkennt IR-Täuschkörper im Bild und ignoriert diese. Zur Identifikation ist eine Zielbibliothek vorhanden, die Bilder aller bekannten Militärflugzeuge aus verschiedenen Perspektiven enthält. Für jedes Ziel sind dabei acht der verwundbarsten Punkte eingespeichert, auf welche die Lenkwaffe zusteuert. Die Sichtweite des Suchers ist drei- bis viermal größer als bei der alten Sidewinder.
Das kleinere Array kann besser gekühlt werden und ermöglicht einen kleineren Sucherdom, der sich bei hoher Geschwindigkeit weniger stark erhitzt, was das Signal-Rausch-Verhältnis verbessert. Die Pixelpunkte der beiden Reihen sind dabei zueinander versetzt, sodass kleine Wärmepunkte beim Scannen nicht in die Lücken zwischen den Pixeln fallen können. Da Luftziele auf große Entfernung nur aus einem oder wenigen Pixeln bestehen, entsteht gegenüber einem großen Array kein Informationsverlust. Durch die Kombination aus Zeilenscanner und versetzten Pixeln wird eine Signalmodulation oder ein Zielverlust auf große Entfernung vermieden. Die IRIS-T wurde explizit zur Bekämpfung von IR-Störern (Blendlasern, IR-Blinklichter) entwickelt. Wird der Sucher durch einen Laser geblendet, wird das Bild nur überblendet, wenn der Zeilenscanner direkt auf die Energiequelle sieht. Wenn nötig, wechselt die IRIS-T dann in einen Home-on-Jam-Modus und fliegt die Energiequelle an.
Der hochexplosive Gefechtskopf kann durch den Einschlag im Ziel oder den Ku-Band-Radarannäherungszünder ausgelöst werden und besteht aus einer 11,4 kg schweren Splitterladung. Der dahinter liegende Raketenmotor besteht aus Verbundwerkstoffen, um die Leermasse so gering wie möglich zu halten und den Treibstoffmassenanteil zu erhöhen. Der Feststoffmotor zeichnet sich durch ein komplexes Abbrennverhalten aus. Beim Start wird durch einen starken Boost die Rakete vom Flugzeug getrennt. Dem folgt eine kurze Phase mit geringer Schubkraft, welche es der Rakete ermöglichen soll, die Flugrichtung augenblicklich um bis zu 180° zu ändern. Danach beschleunigt der Motor die Rakete auf ihre Höchstgeschwindigkeit von Mach 3 und brennt dann im Erhaltungsmodus ab, um Energieverluste zu reduzieren. Zur Schubvektorsteuerung befinden sich vier Leitschaufeln im Düsenauslass. Die IRIS-T ist schneller als Sidewinder, besitzt einen etwas höheren Schub und weniger Luftwiderstand.
Die Waffe verfügt über einen Lock-on-after-launch-Modus (LOAL), um auf den letzten bekannten Bewegungsvektor des Zieles geschossen zu werden, wenn dieser beim Start noch nicht im ±90°-Sichtfeld des Suchers liegt. Die Navigation während der Flugphase erfolgt mit einem Trägheitsnavigationssystem von Lital (heute Northrop Grumman Italia). Es war das erste Mal, dass ein Trägheitsnavigationssystem von Lital in einem Flugkörper eingesetzt wurde. Die für den Luftkampf im Nahbereich notwendige extreme Agilität erreicht IRIS-T durch eine hochmanövrierfähige Flugkörperzelle mit aerodynamischer Hecksteuerung in Verbindung mit der Schubvektorsteuerung sowie ein für diesen Einsatz optimiertes Schubprofil des Triebwerks. Diese Konfiguration gewährleistet selbst bei niedriger Geschwindigkeit und großen Höhen hohe Agilität in allen Achsen. Die Aerodynamik mit den Flügeln kleiner Streckung garantiert auch nach dem Triebwerksabbrand, also bei Schüssen auf große Distanz, noch genügend Manövrierpotenzial für eine erfolgreiche Bekämpfung manövrierender Ziele. Der Autopilot muss diese extreme Manövrierfähigkeit, welche in hoher Nichtlinearität und schnell ändernder zeitabhängiger Dynamik resultiert, kontrollieren können. Die klassische Methode älterer Lenkwaffen mit Proportional- und Integralsteuerung versagt hier, da eine exzessive Anzahl an Auslegungspunkten nötig wäre. Man entschied sich für die Anwendung der µ-Synthese zur Linearisierung und Erstellung der Regler, wobei drei Regler die laterale Kontrolle übernehmen, und vier Regler die Rollkontrolle. Jeder Regler einer Achse deckt einen bestimmten dynamischen Druckbereich ab, die Ausgabewerte der Regler werden nach einem Aufbereitungs/Vermischungsschema kombiniert, um sanft vom Kontrollbereich eines Reglers zum anderen zu schalten. Da Neuland betreten wurde, wurden im Mai 2000 Bodenstarts der IRIS-T für Testflüge unternommen. Dabei wurden nur vorsichtige Manöver geflogen, um den Autopiloten zu prüfen, welcher die aerodynamische Stabilität der Lenkwaffe garantiert. Die Tests waren ein voller Erfolg. Es war eine der ersten Anwendungen eines H∞-Reglers in einem Lenkflugkörper.
Nach dem Abfeuern kann die IRIS-T auf dem Raum von zwei großen Fußballfeldern eine 180°-Wende vollführen. Vom Lenkwaffenstart bis zur Erfassung eines Zieles hinter der Startplattform durch den 90° Schielwinkel des Suchers vergehen nur 0,5 Sekunden. Diehl BGT Defence macht zur Wendigkeit der IRIS-T folgenden Obstvergleich: Wenn der Wendekreis der Sidewinder dem Durchmesser einer Wassermelone entspricht, benötigt die Wympel R-73 einen Apfel und die IRIS-T eine Pflaume. Da die R-73 bereits laterale Beschleunigungen von 60g erfliegen kann, dürften bei der IRIS-T weit über 100g möglich sein. Lastvielfache von 100g sind bei modernen Nahbereichs-Luft-Luft-Lenkwaffen nichts Ungewöhnliches. So wirbt Denel damit, dass die nicht auf Manövrierfähigkeit optimierte, weil flügellose A-Darter durch Schubvektorsteuerung 100g erreichen kann.

## Varianten

### IDAS

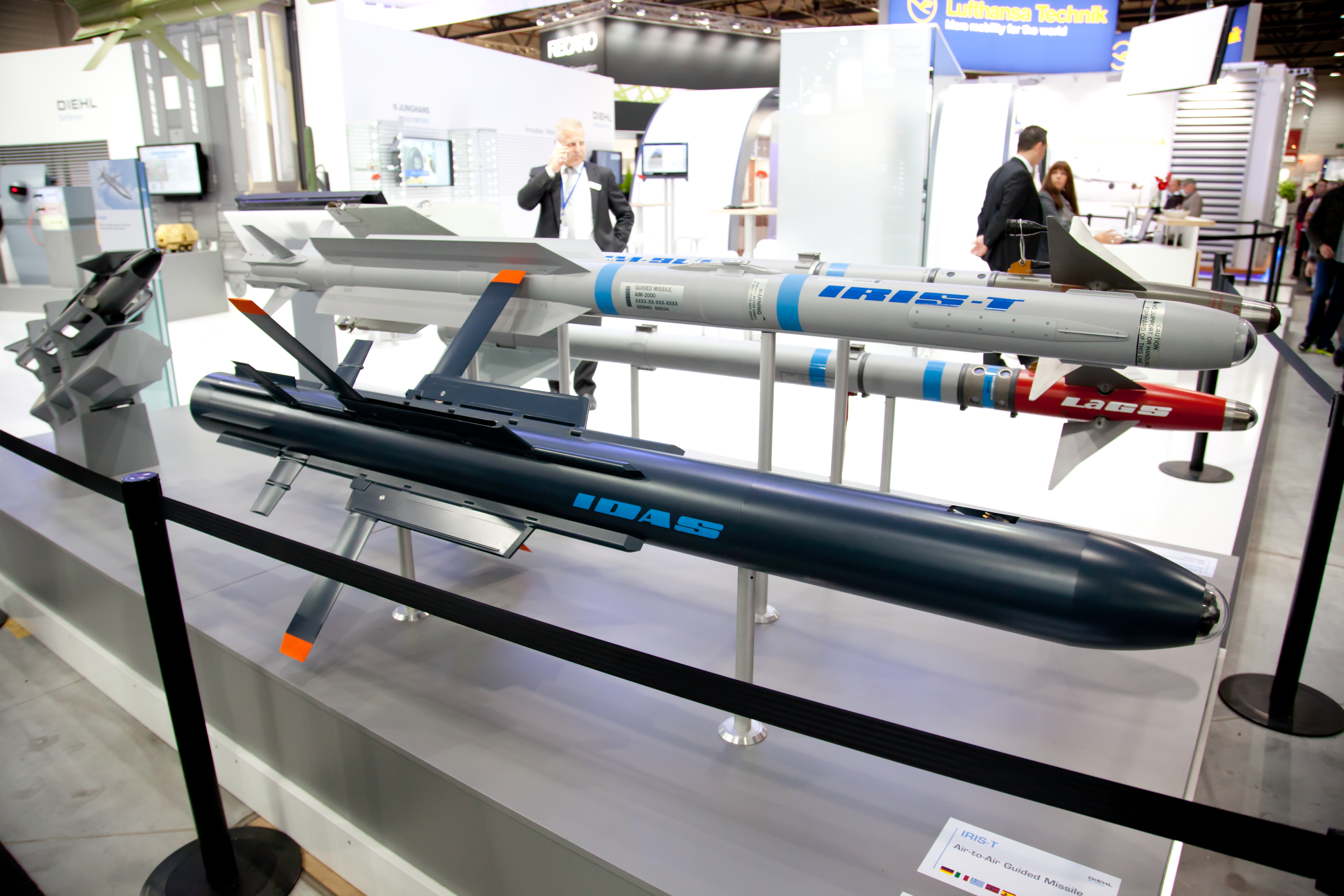
IDAS-Flugkörper (vorn)

Das IDAS (Interactive Defence and Attack system for Submarines) wird für die U-Boot-Klasse 212 A der Deutschen Marine entwickelt. IDAS wird hauptsächlich zur Verteidigungsfähigkeit von U-Booten gegen Luftbedrohungen wie U-Jagd-Hubschrauber beitragen, lässt sich aber auch gegen kleine Schiffe und küstennahe Landziele einsetzen. Der Start erfolgt durch den Ausstoß aus einem Torpedorohr, in dem vier Flugkörper (je zwei neben- und hintereinander) mitgeführt werden. Gesteuert wird die Lenkwaffe über einen Lichtwellenleiter, welcher ein Eingreifen des Schützen erlaubt. Der Infrarotsuchkopf zur Zielsuche und das Navigationssystem wurde von der IRIS-T übernommen, und ein neuer Antrieb und 20-kg-Gefechtskopf eingerüstet. Der Flugkörper wird hydraulisch ausgedrückt; vor dem U-Boot zündet dann der Raketenmotor und beschleunigt die Lenkwaffe nach oben. Nach dem Durchbrechen der Wasseroberfläche wird der Auftriebskörper abgeworfen, und die Flugphase beginnt. Der Strahlmotor der Waffe wechselt je nach Phase zwischen drei Schubprofilen, und lässt den Abgasstrahl durch zwei Düsen schräg nach hinten austreten, da das Flugkörperheck die Glasfaserspule aufnimmt. Am Raketenmotor sind Klappflügel befestigt, welche in der Flugphase geöffnet werden. Die Länge beträgt 2,5 m, der Durchmesser 180/240 mm, die Startmasse 120 kg. Die Reichweite soll bei etwa 20 km liegen.
Die Idee stammt von 1995; 1998 wurde mit Kongsberg die erste Studie erstellt. Nachdem 2003 der norwegische Rüstungskonzern Nammo mit an Bord gekommen war, konnte 2008 der erste Testschuss aus einem 212er-Boot erfolgen. 2012 endete die staatliche Finanzierung. Da die Projektpartner aber ein großes Marktpotential sehen, wird die Entwicklung seitdem vom IDAS Consortium (Diehl und ThyssenKrupp, sowie Nammo und Roketsan) privat vorangetrieben. Ende 2015 soll im Andøya Test Center (ATC) die Verifizierung durch die U-Boot-Klasse 210 erfolgen. Die Markteinführung soll nicht vor 2024 erfolgen.

### IRIS-T SLS
Für kurze Reichweiten bis 25 km existiert eine bodengestützte Variante mit der Bezeichnung IRIS-T SLS. Diese unterscheidet sich von der Luft-Luft-Variante primär durch modifizierte Software und wurde in Norwegen von Diehl und Kongsberg entwickelt und getestet.
Auch Schweden verfügt seit dem Jahr 2019 über ein Boden-Luft-Raketensystem, basierend auf der IRIS-T SLS. Dort trägt es die lokale Bezeichnung RBS 98. Die IRIS-T SLS ist kompatibel zum norwegischen NASAMS 3 Flugabwehrsystem.

### IRIS-T SLM

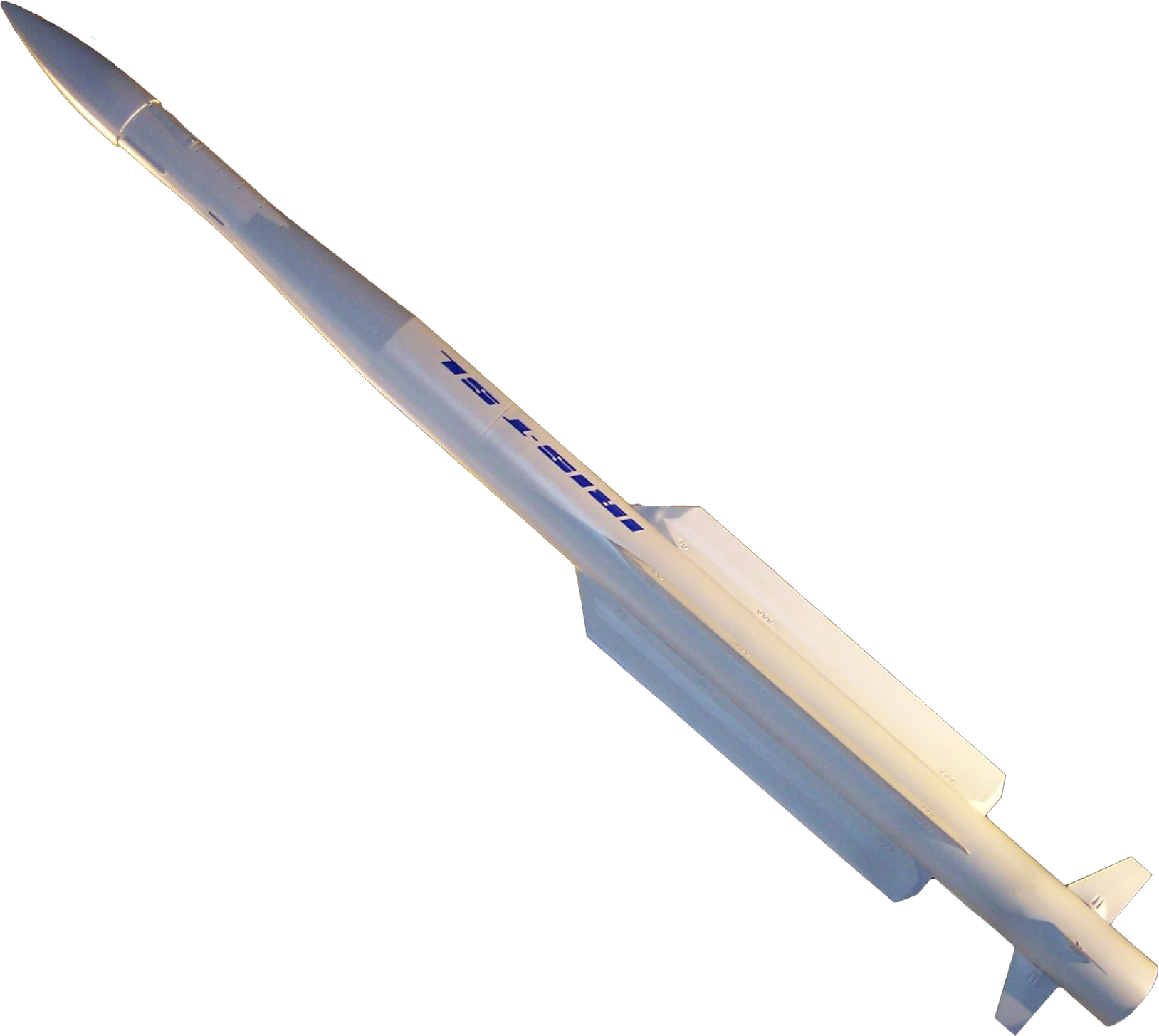
IRIS-T SL

Die bodengestützte Variante mittlerer Reichweite IRIS-T SL (Surface Launched) sollte als Zweitflugkörper, ergänzend zur US-amerikanischen Patriot PAC-3, im taktischen Luftverteidigungssystem Medium Extended Air Defense System (MEADS) gegen Flugzeuge, Hubschrauber oder gegnerische Lenkflugkörper eingesetzt werden. Das Bundesamt für Wehrtechnik und Beschaffung hat mit Diehl BGT Defence im Mai 2007 den Vertrag zur Entwicklung der IRIS-T SL unterschrieben. Diehl Defence entwickelte auf der Basis dieses Flugkörpers mittlerweile das Luftverteidigungssystem IRIS-T SLM. Der erste Käufer dieses Systems war Schweden. Gegenüber der IRIS-T wurde unter anderem der Durchmesser des Raketenmotors auf 152 mm vergrößert, die Reichweite soll sich verdreifachen. Ferner soll ein Datenlink eingebaut werden. Eine Senkrechtstartanlage mit acht Flugkörpern soll auf einem Unimog U 5000 Platz finden. Das Magazin der Streitkräfte der Vereinigten Arabischen Emirate nennt über 35 km Reichweite während auch Distanzen von 40 km angegeben werden. Die maximale Zielhöhe beträgt etwa 20 km. Die minimale Reichweite soll bei unter einem Kilometer liegen. Ein neuer insensitiver Sprengkopf soll ebenfalls eingesetzt werden sowie ein GPS-Empfänger integriert sein. Die Masse von Waffe und Startcontainer soll bei 240 kg liegen (vgl. ESSM und Barak-8 mit über 280 kg). Die Waffe besitzt eine aerodynamische Nasenkappe, die vor Aktivierung des Suchers abgeworfen wird. Auch die IRIS-T SL besitzt eine Schubvektorsteuerung. Im Januar 2014 präsentierte Diehl die Funktionstüchtigkeit des Flugkörpers und der Startanlage vor einem internationalen Publikum im Testgelände Overberg mit scharfen Schüssen.
Nach dem Überfall auf die Ukraine wurde Anfang Juni 2022 der Ukraine die Lieferung des Waffensystems IRIS-T SLM zugesichert und am 11. Oktober 2022 das erste von insgesamt vier zugesagten Systemen übergeben. Die drei weiteren Systeme sollten 2023 geliefert werden. Anfang Juni 2023 reklamierte die russische Seite mittels Videos die Zerstörung des auf einem Lastwagen montierten Radars mit einer ZALA Lancet-Loitering Munition, angeblich handelte es sich dabei um das einzige an die Ukraine gelieferte System. Auf dem Video ist aufgrund der schlechten Qualität aber das Ausmaß der Zerstörung nicht ersichtlich. Im April 2024 wurde die Anzahl der in der Ukraine im Dienst stehenden Systeme mit drei angegeben. Im Mai 2025 wurde die Lieferung weiterer Systeme zugesagt.
Die Bundeswehr hat ihrerseits die ersten IRIS-T SLM im September 2024 erhalten.

### IRIS-T SLX
Der Hersteller Diehl Defence entwickelt zudem noch die Variante IRIS-T SLX, mit der Ziele in bis zu 80 Kilometern Entfernung und bis zu 30 Kilometern Höhe erreicht werden sollen.

### LFK NG

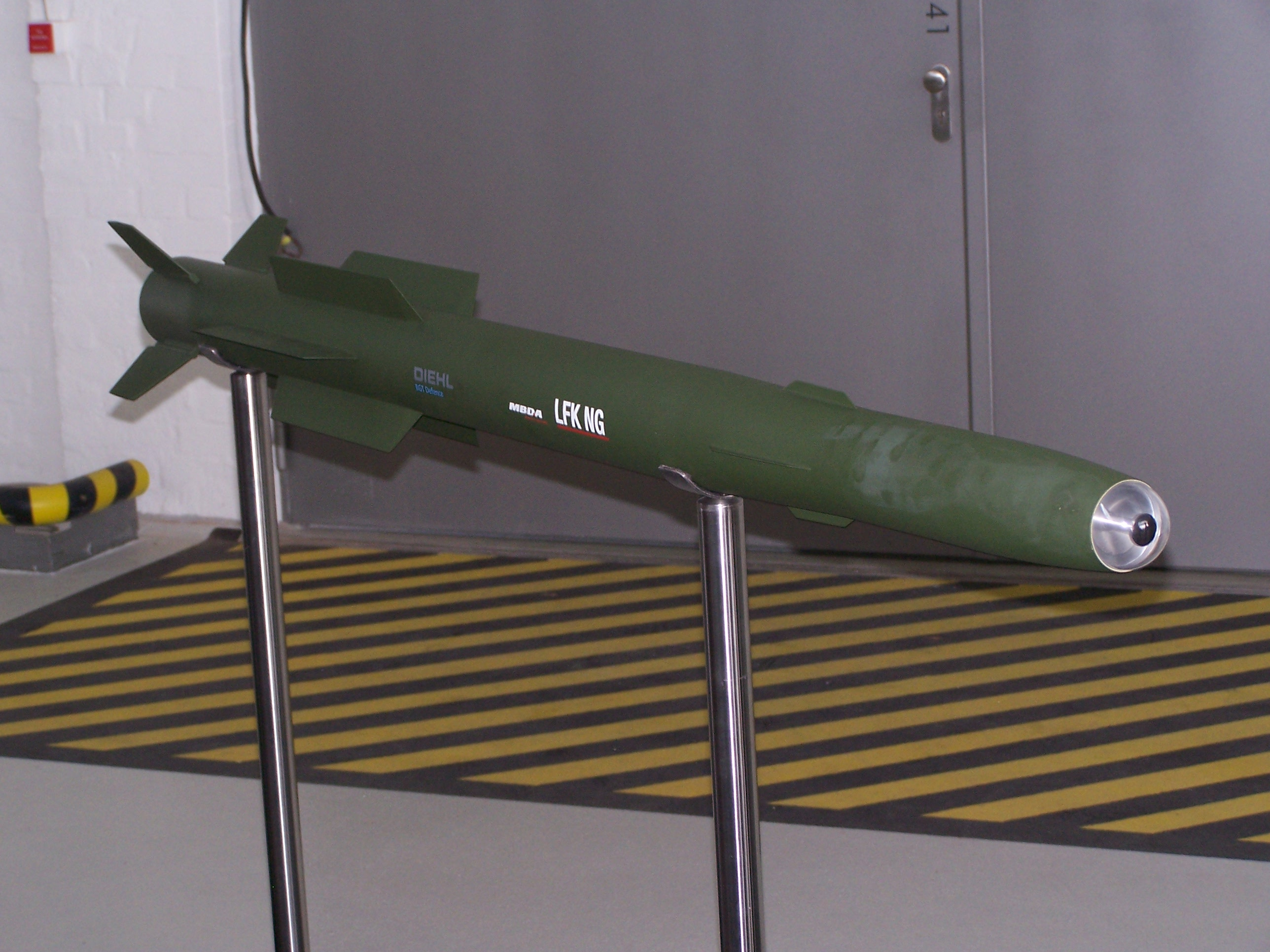
Lenkflugkörper Neue Generation

Der „Lenkflugkörper Neue Generation“, auch als LFK NG bezeichnet, ist eine neue Boden-Luft-Rakete, die von MBDA und Diehl für die Bundeswehr entwickelt wird. Mitte 2000 begann BGT die Arbeit daran, die Entwicklung wurde vom Bundesamt für Wehrtechnik und Beschaffung finanziert. Er wird die Standardbewaffnung des neuen Systems Flugabwehr (SysFla) sein und könnte auch in das Wiesel 2 Ozelot und den UHT Tiger eingefügt werden, und als CrewPADS (Portable Air Defence hardSystem) eingesetzt werden. Beim Einsatz als Crew Portable Air Defence hardSystem besteht der Komplex aus Doppelstartern, FIRST-Infrarotsensor und Transmitter. Der Komplex kann über einen Laptop gesteuert werden. Statt des Doppelstarters ist auch ein VLS-Container (englisch: Vertical Launching System, deutsch: Senkrechtstartanlage für Flugkörper) denkbar. Der Flugkörper tritt dabei die Nachfolge des Waffensystems Roland an und deckt das Leistungsspektrum oberhalb der Stinger ab. Der Sucher wurde von der IRIS-T übernommen, aber der Schielwinkel (der Winkel zwischen den Blickrichtungen der Kameras) auf unter 90° reduziert. Der Flugkörper hat eine Länge von 1,8 m, eine Masse von nur 28 kg, einen Durchmesser von 110 mm und einen Penetrator-/Splittergefechtskopf mit 2,5 kg Masse. Es können bis zu 10 km Reichweite erzielt, und Geschwindigkeiten von bis zu Mach 2,2 erreicht werden. Ein Datenlink ermöglicht „lock-on after launch“, also den Start ohne vorherige Zielerfassung durch den Suchkopf, was die Bekämpfung von Hubschraubern hinter Deckung erlaubt. Durch einen Doppelpulsmotor ist die Rakete selbst im Endanflug noch sehr agil. Ein Doppelpulsmotor war ursprünglich auch für die IRIS-T geplant. Der Raketenmotor aus dünnem Flow-Forming-Stahl ist dazu zweiteilig und innen mit EPDM ausgekleidet. Beide Teile werden mit Composittreibstoff als Sternbrenner befüllt und zusammengeschraubt. Zwischen beiden Elementen wird ein Schott (PSD) eingesetzt, welches ein Übergreifen des Brandes vom hinteren auf den vorderen Raketensatz verhindert. Der vordere Satz wird computergesteuert gezündet, wenn es die taktische Situation erfordert und der hintere abgebrannt ist. Würden beide gleichzeitig brennen, würde die Rakete durch den Überdruck zerplatzen. Der erste Puls (hintere Raketenkammer) brennt etwa dreimal länger als der zweite Puls (vordere Raketenkammer), dafür ist der zweite schubstärker. Die Flügel und Strakes aus Stahl werden durch Laserschweißen an die dünne Wand des Motors gefügt, ebenso der Heckflansch.

### Übungsvarianten
Zum Üben des An- und Abbaus am LFZ und zur Ausbildung des Personals werden Dummys genutzt. Für den simulierten Abschuss im Ausbildungs- und Friedensflugbetrieb werden sogenannte „feste“ Übungsraketen (englisch Captive Air Training Missiles (CATM)) genutzt. Diese haben einen scharfen Suchkopf, allerdings weder Raketenmotor noch Gefechtskopf.

## Nutzer
Wegen des niedrigen Preises und der fortschrittlichen Technologie verkauft sich die IRIS-T international sehr gut. So zahlt Deutschland inklusive Entwicklungskostenanteil von 46 % nur etwa 400.000 Euro pro Stück; ein PAC-3 MSE dagegen hat einen Stückpreis von rund 3,7 Millionen Euro. Durch hohe Integration in die Avionik des Eurofighter Typhoon wird die IRIS-T als „natürliche“ Bewaffnung des Flugzeuges angesehen – fünf von sieben Eurofighter-Ländern nutzen die Waffe und so das volle Potential beider Komponenten. Bei österreichischen Typhoons und anderen Flugzeugmustern (Ausnahme F-35) fällt die Zieleinweisung durch die Raketenwarner weg.
Laut Diehl BGT Defence wurden bis 2011 etwa 4000 Stück bestellt.
- Brasilien: Unbekannte Anzahl[55]

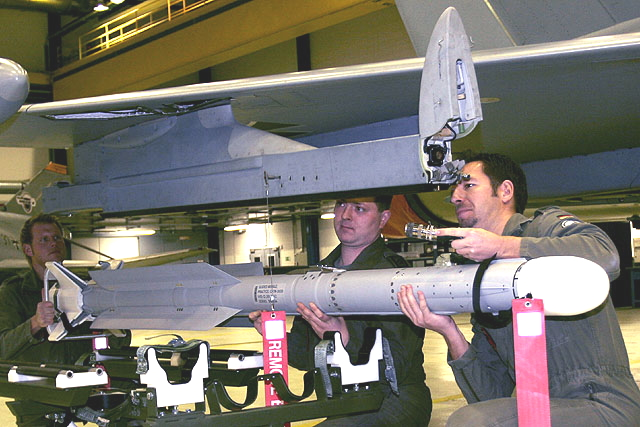
Soldaten der Luftwaffe befestigen eine IRIS-T an einem Eurofighter Typhoon

- Deutschland: 1250 (+1280 im Rahmenvertrag bis 2030)[56]
- Griechenland: 350
- Italien: 450
- Norwegen: Unbekannte Stückzahl
- Österreich: 25
- Saudi-Arabien: Unbekannte Stückzahl
- Schweden: IRIS-T und IRIS-T SLS
- Spanien: 700
- Südafrika: 25
- Thailand: Unbekannte Stückzahl
- Ukraine: Unbekannte Stückzahl[57]

## Anhang
1. ↑  Da der Zeilenscanner in diesem Fall überblendet, wird nur der Winkel zur IR-Quelle in einer Achse bestimmbar sein. Da für eine Proportionalnavigation im Raum zwei Winkel in zwei Achsen notwendig sind, wird der Flugkörper bzw. der Sucher wohl eine Rollbewegung vollführen müssen, wenn die Lenkwaffe einen Störer im HOJ-Modus anfliegt.
2. ↑  Ein wenig Mathematik: Da die g-Kraft
{\displaystyle a={\frac {v^{2}}{r}}.}
beträgt, und ein großes Fußballfeld r = 120 m lang ist, ergibt sich bei v = 408 m/s (Mach 1,2 in Bodennähe) a = 1387 m/s², was etwa 141g entspricht. Eine höhere Geschwindigkeit hätte eine wesentlich höhere g-Last zur Folge, eine geringe Geschwindigkeit würde das Kollisionsrisiko mit der Startplattform erhöhen. Ferner wäre es sehr ungewöhnlich, wenn eine Lenkwaffe mit Überschallflügeln die höchste Manövrierfähigkeit im Unterschall oder Transsonischen entfalten würde. In diesem Fall wären Deltaflügel angebrachter. Wenn man den Obstvergleich zu Rate zieht und annimmt, dass eine Pflaume den halben Durchmesser eines Apfels besitzt, so würde die IRIS-T gemäß obiger Formel 2 × 60g = 120g erfliegen können – vorausgesetzt, AA-11 und IRIS-T wenden mit gleicher Geschwindigkeit.